# Plan d'eau de Plobsheim

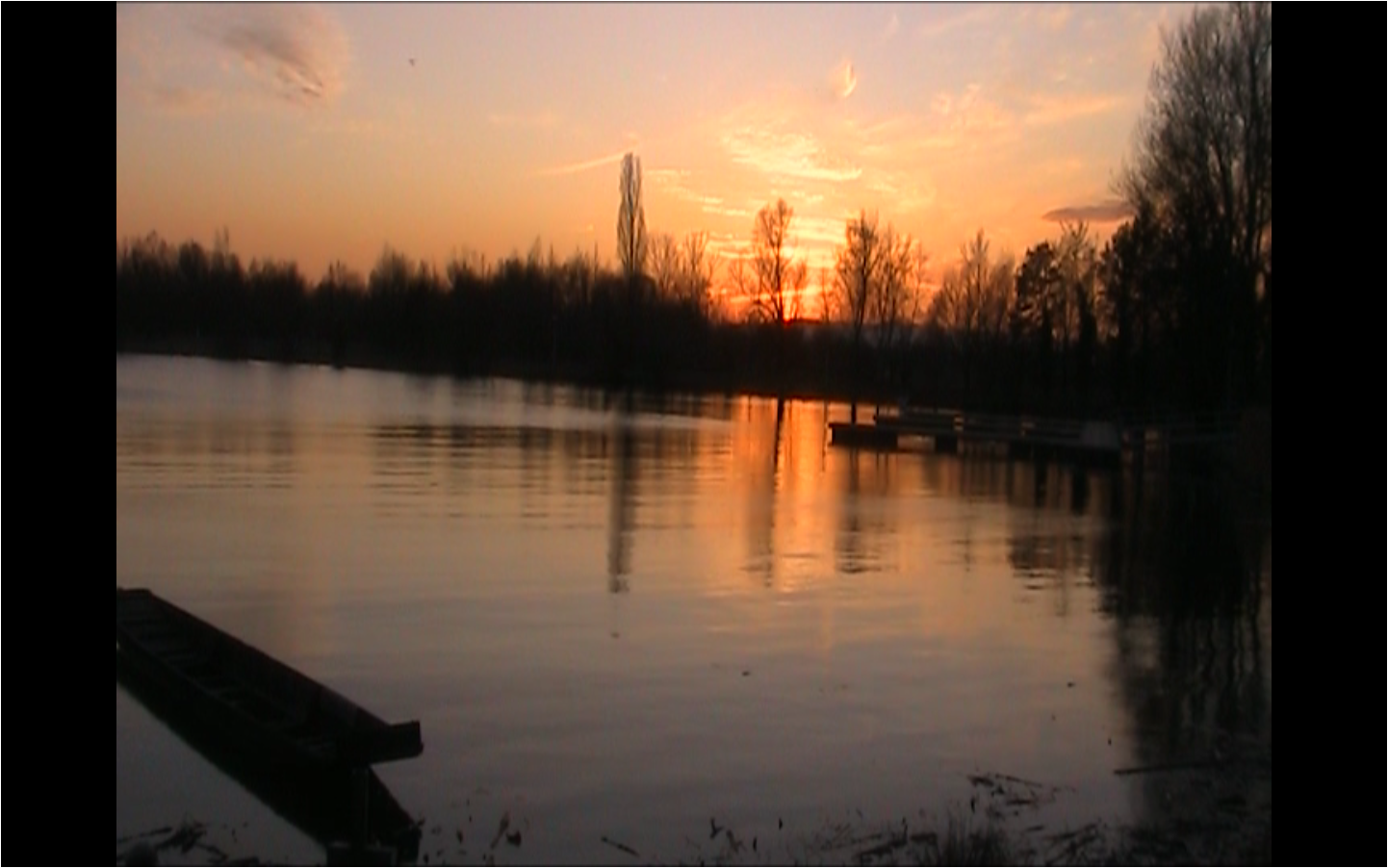
Plan d'eau de Plobsheim.

Le plan d'eau de Plobsheim est une étendue d'eau à proximité de Plobsheim (Bas-Rhin), lieu d'activités nautiques. C'est un grand bassin servant à réguler les débits de l'Ill. C'est une très importante zone d'hivernage d'oiseaux d'eau. 10 000 à 15 000 canards selon les hivers et de nombreuses espèces plus ou moins régulières peuvent être observées (plongeons, grèbes, cygnes de Bewick et sauvage, nette rousse, fuligule milouinan, macreuses). Au printemps et en automne, on peut y voir des grèbes jougris et à cou noir, le balbuzard pêcheur, la mouette pygmée et la guifette noire.